# Timo Stodder
Timo Stodder (* 17. Mai 1996 in Berlin) ist ein deutscher Tennisspieler.

## Karriere
Stodder spielte bis 2014 auf der ITF Junior Tour, wo er aber nur an wenigen Turnieren teilnahm. 
Von 2015 bis 2019 absolvierte Stodder ein Studium an der University of Tennessee im Bereich Finance. Er spielte auch im dortigen College-Tennis-Team. Dreimal wurde er in dieser Zeit zum All-American gewählt.
Regelmäßig Profiturniere spielte Stodder vor allem nach seinem Abschluss. Die ersten Titel gewann er allesamt im Doppel: 2018 und 2020 jeweils einen Titel, 2021 zwei weitere Titel, alle jeweils auf der drittklassigen ITF Future Tour. 2021 gewann er auch im Einzel die ersten beiden Titel. In der Weltrangliste rückte er damit erstmals weiter in den Top 1000 auf. 2022 schaffte er einen weiteren Durchbruch, als er im Einzel vier und im Doppel sechs Futures gewann. Im Einzel beendete er das Jahr in den Top 300, im Doppel knapp dahinter. Im Jahr 2023 nahm er bedingt durch die höhere Platzierung häufiger an Turnieren der ATP Challenger Tour teil, wo er in Posen und Augsburg erste Erfolge erzielte. Mit Mariano Navone und Carlos Taberner unterlag er jeweils im Halbfinale dem späteren Turniersieger. Bei Futures trat er weiterhin auch an. Dort gewann er seinen siebten Einzel- und elften Doppeltitel. Mit Rang 262 verbesserte Stodder sein Karrierehoch im Einzel, im Doppel schaffte er erstmals den Sprung in die Top 300.
Aktuell spielt er für den TC Harland.